# Хародсбург (Индијана)
Хародсбург (енгл. Harrodsburg) насељено је место без административног статуса у америчкој савезној држави Индијана.

## Демографија
По попису из 2010. године број становника је 691.
| Група             | 2000.    | 2010.       |
| Белци             | 0 (0,0%) | 652 (94,4%) |
| Афроамериканци    | 0 (0,0%) | 5 (0,7%)    |
| Азијати           | 0 (0,0%) | 0 (0,0%)    |
| Хиспаноамериканци | 0 (0,0%) | 11 (1,6%)   |
| Укупно            | 0        | 691         |